# Patsy Montana
Ruby Rose Blevins (Beaudry, Arkansas, 30 de octubre de 1908 - San Jacinto, California, 3 de mayo de 1996), conocida profesionalmente como Patsy Montana, fue una cantante y compositora de música country y la primera mujer de la historia de este género en vender un millón de copias de un sencillo con I Want to Be a Cowboy's Sweetheart. Es miembro del Country Music Hall of Fame.